# 8642 Shawnkerry
8642 Shawnkerry è un asteroide della fascia principale. Scoperto nel 1988, presenta un'orbita caratterizzata da un semiasse maggiore pari a 3,1565510 UA e da un'eccentricità di 0,3127048, inclinata di 5,27538° rispetto all'eclittica.